# Шокин, Дмитрий Александрович
Дмитрий Александрович Шокин (30 мая 1992, Ташкент) — узбекистанский тхэквондист, выступающий в наивысшей весовой категории. Победитель Универсиады 2015 года, чемпион мира 2015 года, двукратный чемпион Азии.

## Спортивная биография
Воспитанник ташкентской школы тхэквондо.
На взрослых международных соревнованиях Шокин дебютировал на чемпионате мира 2013 года в Пуэбле, где уступил во втором раунде будущему финалисту иранцу Саджаду Мардани. Уже в следующем году на домашнем чемпионате Азии в Ташкенте Дмитрий добился титула сильнейшего на континенте, в финале поборов южнокорейца Чо Чхольхо. На следующем азиатском первенстве в Маниле два года спустя Шокин защитил свой титул в финальном поединке с филиппинцем Кристофером Уем.
В 2015 году на чемпионате мира в Челябинске Дмитрий занял первое место, победив в финале ивуарийца Фирмана Зоку, и стал первым в истории Узбекистана чемпионом мира по тхэквондо. В июле этого же года Шокин стал победителем Универсиады.
На Олимпиаде 2016 года Шокин был посеян под первым номером, но проиграл в полуфинальной схватке нигерцу Абдулразаку Иссуфу 2:8, а затем уступил и в поединке за бронзу олимпийскому чемпиону 2008 года Чха Дон Мину.